# Ukrcavanje kraljice od Sabe
Ukrcavanje kraljice od Sabe je slika koju je naslikao Claude Lorrain 1648. godine. Ovo barokno ulje na platnu naručio je Frederic Maurice de La Tour d´Auvergne, a danas se čuva u Nacionalnoj Galeriji u Londonu.
Slika prikazuje povijesni događaj, odlazak kraljice od Sabe u posjet kralju Solomonu u Jeruzalem. Njihov je susret često bio slikan, ali je bilo neobično prikazati ukrcaj kraljice. Mnoge Lorrainove slike bave se temom putovanja, a ovdje stvara zamišljenu luku. Kraljica odlazi iz grada u rano ujutro dok sunce blago osvjetljava more. Dominantne su građevine uz obalu, te skupina ljudi s desne strane. Slika ima rigoroznu linearnu perspektivu i postoji izražena simetrija između lijeve i desne strane. Kraljica nosi ružičastu tuniku, kraljevski plavi ogrtač i zlatnu krunu. Uskoro će se ukrcati na brod, možda na onaj koji je djelomično skriven stupovima s lijeve strane ili na onaj dalje u moru, na mjestu nedogleda (stjecište perspektivnih linija). 
Claude Lorrain ovom slikom stvara barokni tip krajolika, a motivima i detaljima iz prirode daje epsko obilježje. Inovativno je bilo uključivanje sunca kao izvora svjetla s jakim svjetlosnim efektima. Na slici brodovi više odražavaju antičko ozračje, dok je brod u sredini očito moderan brod iz 17. st.
Lorrainov idealizirani način slikanja krajolika bio je i ostao glasovit, zbog formalnoga savršenstva i neprolazne kakvoće. Ova slika je bila jedna od prvih koje je nabavila Nacionalna galerija 1824. godine (te nosi oznaku NG14) i jedna od pet slika C. Lorraine iz kolekcije Johna Juliusa Angersteina. Ove slike su snažno utjecale na britanske slikare, te osobito na slike o Kartagi Williama Turnera, koje su poslije njegove smrti obješene pored Lorrainovih slika.

## Vanjske poveznice
- Službena stranica slike na stranicama Nacionalne galerije